# Plouguiel
Plouguiel (bretonska: Priel) är en kommun i departementet Côtes-d'Armor i regionen Bretagne i nordvästra Frankrike. Kommunen ligger i kantonen Tréguier som tillhör arrondissementet Lannion. År 2022 hade Plouguiel 1 745 invånare.

## Befolkningsutveckling
Antalet invånare i kommunen Plouguiel
Referens:INSEE